# Xanthoparmelia applicata
Xanthoparmelia applicata är en lavart som beskrevs av Hale. Xanthoparmelia applicata ingår i släktet Xanthoparmelia och familjen Parmeliaceae.   Inga underarter finns listade i Catalogue of Life.